# Atelopus simulatus
Atelopus simulatus és una espècie d'amfibi que viu a Colòmbia.
Està amenaçada d'extinció per la pèrdua del seu hàbitat natural.